# Chilecryptus ithyption
Chilecryptus ithyption är en stekelart som först beskrevs av Porter 1967.  Chilecryptus ithyption ingår i släktet Chilecryptus och familjen brokparasitsteklar. Inga underarter finns listade i Catalogue of Life.